# L'altra faccia dell'impero
L'altra faccia dell'impero è il quinto album della Banda Bassotti, pubblicato nel 2002.

## Tracce
1. Il palazzo d'inverno – 3:30 (A. Conti)
2. L'altra faccia dell'impero – 2:19 (A. Conti, D. Cacchione)
3. Ghetto 02 – 2:53 (A. Conti)
4. Famiglia cristiana – 2:57 (A. Conti, D. Cacchione)
5. Marghera 2 novembre – 2:36 (A. Conti, D. Cacchione)
6. Orient Express – 3:29 (A. Conti)
7. Corrido De Lucio Cabañas – 3:58 (J. De Molina)
8. Mayapan – 1:36 (A. Conti)
9. Mezzi litri e canzoni – 3:29 (A. Conti, D. Cacchione)
10. Fino alla fine – 3:09 (A. Conti, D. Cacchione)
11. Una storia italiana – 4:08 (F. Santarelli)
12. Vedo terra – 2:07 (A. Conti)
13. Zucchero e thé – 4:44 (A. Conti)

## Formazione
- Angelo "Sigaro" Conti - chitarra, voce
- Gian Paolo "Picchio" Picchiami - voce
- Fabio "Scopa" Santarelli - chitarra e cori
- Peppe - batteria
- Michele Frontino - basso
- Francesco "Sandokan" Antonozzi - trombone
- Stefano Cecchi - tromba
- Sandro Travarelli - tromba
- Maurizio Gregori - sax
- David Cacchione - manager
- Luca Fornasier- road manager - booking